# Comté de Cumberland (New Jersey)
Pour les articles homonymes, voir Comté de Cumberland.
Le comté de Cumberland est un comté situé dans l'État du New Jersey, aux États-Unis. Son chef-lieu est Bridgeton. Sa population était de 154 152 habitants en 2020. Il fait partie de la région de la Vallée du Delaware.

## Géolocalisation
| Comté de Salem           | Comté de Gloucester | Comté d'Atlantic  |
| Comté de Kent (Delaware) | Comté de Cumberland |                   |
|                          |                     | Comté de Cape May |